# Vadímovka
Vadímovka (en rus: Вадимовка) és un poble del krai de Primórie, a l'Extrem Orient de Rússia, que en el cens del 2010 tenia 710 habitants. Pertany al districte rural de Txernígovski.